# سپندی سمرقندی
سپندی سمرقندی (زاده در ۱۲۰۸ خورشیدی - درگذشته به ۱۲۸۸ خورشیدی) از شاعران پارسی‌گوی و مردمان تاجیک اهل سمرقند در ازبکستان است که در قالب‌های غزل، مخمس و رباعی شعر سروده‌است. او به شاعری دوزبانه‌بودن شهره است. 
وی از شاعران معروف زمان خود بوده و دیوان اشعاری در حدود ۲٫۵۰۰ بیت داشته که اکنون در دسترس نیست. سپندی سمرقندی همچنین هجوهٔ کل‌ابراهیم را نیز سروده‌است.

## نمونه شعرها
| شب که آن دلبر مرا با خویشتن دمساز کرد     |  | چشم‌شوخیّ و به اندازهٔ نیازم ناز کرد.    |
| باغبانِ حُسن، سَروِ قامتِ نازِ تو را            |  | در میانِ نونهالانِ چمن ممتاز کرد.       |
| در حریمِ بزمِ وصلت، رخصتِ نظّاره نیست،        |  | گر به روی مهر نتوان چشم حیرت باز کرد. |
| از شکستِ ساغرِ دل ناله‌ای آمد به گوش،        |  | چینیِ فغفور هم نتواند این آواز کرد.    |
| در دمِ پیری هم از جورِ فلک غافل مباش،       |  | باز در انجام سازد آنچه در آغاز کرد.   |
| بهر او خود را «سپندی» سوختم چندان که چرخ، |  | صدهزار آینه از خاکسترم پرداز کرد.     |

و:
| قَدَت، سَروِ گُلِستانِ نَزاکت        |  | لَبَت، لعلِ بَدَخشانِ نزاکت   |
| اگر آیی به گُلشَنْ گُل نَماید     |  | نثارِ مقدمت، جانِ نزاکت   |
| رخِ تو صفحه‌ی مُشکات خوبی       |  | خَطَتْ تَصویرِ قُرآنِ نزاکت    |
| یکی زین گلعذاران چون تو نَبوَد |  | به مُلکِ حُسن، سُلطانِ نزاکت |
| چه گویم وَصفِ تو، هر تارِ مویَت  |  | به چَشمِ ناز، مِژگانِ نزاکت |
| اشارت‌های ابروی تو بر ما      |  | دلیلِ لطف و برهانِ نزاکت  |
| نِشانِ نامِ او دارد «سپندی»     |  | سَرِ هر بیتِ دیوانِ نزاکت   |

و:
| یار از یک سو، بهار از یک طرف  |  | شد به من این دو دچار از یک طرف |
| می‌رسد در بوستان وقت خزان      |  | نونهال سوگوار از یک طرف        |
| قُمری از یک سو به فریاد و فغان |  | بلبل شیدای زار از یک طرف       |
| سرزنش سازد گل پژمرده را       |  | گلبن از یک سو و خار از یک طرف  |
| عقربِ زلفش ز یک سو می‌گَزَد       |  | کاکلِ مُشکینْ چو مار، از یک طرف   |
| زلفش از یک سو به دامش می‌کشد   |  | خطِّ سبزِ مُشکبار از یک طرف        |
| مرغ دل در دامش از یک سو فِتاد  |  | این «سپندی» بی‌قرار از یک طرف   |

و:
| مژده ای دل که شب آن ماه‌نسب می‌آید |  | می‌رود شام غم و صبح طرب می‌آید       |
| ماه من گر ز رجب زودتر آید، گویا  |  | رمضان پیش‌تر از ماه رجب می‌آید       |
| زودتر آی که از بهر نثار قدمت     |  | هر نفس، جان من از سینه به لب می‌آید |
| شُکر کان شوخِ جفاپیشه به آیینِ وفا  |  | کرده تَرکِ سخن خود، به ادب می‌آید     |
| چو سحر چهره بخت سیه‌ات باد سفید   |  | آفتاب تو «سپندی» که به شب می‌آید    |

و:
| نگار من که سراپا کرشمه و ناز است |  | میان تازه‌نهالان که سرو ممتاز است     |
| ادای ز امر تبسم چو دید از لب تو  |  | دهان غنچه ز هجرت چون چشم من باز است  |
| ظرافتی که به طبع ظریف نازک توست  |  | کرامت ازلی یا نشان اعجاز است         |
| مرا که وصف تو شد کشف معنی مبهم   |  | مگر به خط تو مضمون گلشن راز است      |
| جمال تو گُل و منْ بُلبلِ نواسَنجَم     |  | زبان طوطی ز آیینه نکته‌پرداز است      |
| اصولِ حکمتِ علمِ کلامْ را همه دم     |  | لبت به خنده و چشمت به غمزه دمساز است |
| نهاد بر سر هر بیت، حرفی از نامت  |  | سپندی، گرچه نه از لطف تو سرافراز است |

که سرحرف‌های ابیات نام «ناظم‌جان» را می‌سازد.
و:
| ای شوخ به یک نگاه کارم کردی |  | با ناوک غمزه‌ای فگارم کردی |
| در آتش مجمر غمت افگندی      |  | بگداختی و سپندوارم کردی   |

و:
| امشب شکری گر از لبت نوش کنم   |  | در عشق تو کی پند کسی گوش کنم |
| غیر تو اگر پری است از خاطر تو |  | باشد، که ز خاطرم فراموش کنم  |

و:
| از شمع رخت چو روشن این کاخ شود |  | دل خادم و چون خسته طباخ شود |
| نبود عجب از وفور لطف کرمش      |  | با خواجه اگر غلام گستاخ شود |

و:
| امروز نه آن سرو سمن کرد وداع     |  | بل قمری عقل و دین ز من کرد وداع |
| هوش از سر و قوّت از میان رفت دریغ |  | هم جان و دل از فرسدنت کرد وداع  |